# Корнійко Василь Харитонович
Корнійко (Корнейко) Василь Харитонович (1924 — 27 березня 1944) — радянський військовик, учасник німецько-радянської війни, гвардії молодший лейтенант. Герой Радянського Союзу (1944).

## Біографія
Народився у 1924 році в селі Юрченкове (нині — Чугуївський район Харківської області) в сім'ї службовця. Українець. Навчання розпочав у місцевій школі, проте через часту зміну місця служби батька — військового юриста, продовжувати навчання довелось у різних місцях. Закінчив 9 класів.
З початком німецько-радянської війни повернувся до рідного села, працював трактористом у Печенізькій МТС. У липні 1942 року разом з сім'єю був змушений евакуюватись до Узбекистану. До лав РСЧА призваний Сирдар'їнським РВК Ташкентської області у вересні 1942 року. У боях за Харківщину влітку 1943 року був поранений. Після виписки зі шпиталю направлений на курси молодших лейтенантів. По закінченні курсів призначений командиром кулеметного взводу.
8 березня 1944 року у бою за село Тихий Приют Казанківського району Миколаївської області разом зі своїм взводом потай від супротивника висунувся вперед і раптовим кидком увірвався до ворожих траншей. У цьому бою особисто знищив 4-х ворогів. Взводом захоплений один військовий автомобіль та дві повозки з військовим майном.
Особливо командир кулеметного взводу 60-го гвардійського стрілецького полку 20-ї гвардійської Червонопрапорної ордена Суворова Криворізької стрілецької дивізії  37-ї армії 3-го Українського фронту гвардії молодший лейтенант В. Х. Корнейко відзначився під час форсування річки Південний Буг. В ніч з 25 на 26 березня 1944 року в районі села Натягайлівка (нині в межах міста Вознесенськ) на чолі групи з 7 бійців під сильним кулеметно-мінометним вогнем ворога першими форсували річку Південний Буг. Протягом двох діб утримували плацдарм на правому березі, відбивши за цей час 4 контратаки супротивника та знищивши до 25 ворожих солдатів і один станковий кулемет.
27 березня 1944 року загинув у бою. Похований у братській могилі в місті Вознесенську Миколаївської області.

## Нагороди і почесні звання
Указом Президії Верховної Ради СРСР від 13 вересня 1944 року за зразкове виконання бойових завдань командування на фронті боротьби з німецькими загарбниками та виявлені при цьому відвагу і героїзм, гвардії молодшому лейтенанту Корнейку Василю Харитоновичу присвоєне звання Героя Радянського Союзу (посмертно).
Також нагороджений орденом Червоної Зірки (23.03.1944).